# یوکتا یارد
یوکتا یارد (به انگلیسی: Uceta Yard) یک منطقهٔ مسکونی در ایالات متحده آمریکا است که در تمپا، فلوریدا واقع شده‌است.